# Freie Wähler Sachsen
Freie Wähler Sachsen (offiziell: FREIE WÄHLER – Landesvereinigung Sachsen) ist der sächsische Landesverband der Partei Freie Wähler.

## Wahlen
Mit den Freien Sachsen, nicht zu verwechseln mit der 2021 gegründeten gleichnamigen Partei, trat ein Vorläufer der Freien Wähler bereits zur Landtagswahl 2009 an und erzielte damals 1,4 %. Bei den Wahlen 2014, 2019 und 2024 trat der 2011 gegründete Landesverband dann selbst an.
2014 erhielt die Partei 1,6 Prozent. Dieses Ergebnis konnte die Partei zur Wahl 2019 mehr als verdoppeln. Um 1,8 % stieg der Zweitstimmenanteil auf 3,4 %. Die Freien Wähler waren mit diesem Ergebnis siebtstärkste Kraft. Bereits ab Februar 2024 waren die Freien Wähler durch Übertritt aus der CDU durch Stephan Hösl im Landtag vertreten.
Bei der Landtagswahl 2024 verloren die Freien Wähler zwar wieder 1,1 Prozent, konnten aber mit dem parteilosen Grimmaer Oberbürgermeister Matthias Berger, der auch Spitzenkandidat auf der Liste der Freien Wähler war, das Direktmandat im Wahlkreis Leipzig Land 3 erringen. Berger erhielt 36,6 % der Direktstimmen. Da in Sachsen die Grundmandatsklausel allerdings nur ab zwei gewonnenen Direktmandaten greift, bleibt Berger im 8. Sächsischen Landtag ein Einzelabgeordneter. Landesweit erhielt die Partei 113.062 Direktstimmen (4,8 %) und 53.027 Listenstimmen (2,3 %).

## Belege
1. ↑  Referat Kommunikation und Öffentlichkeitsarbeit: Wahlergebnisse - Wahlen - sachsen.de. Abgerufen am 17. September 2024.
2. ↑  Referat Kommunikation und Öffentlichkeitsarbeit: Wahlergebnisse - Wahlen - sachsen.de. Abgerufen am 17. September 2024.
3. ↑  mdr.de: CDU-Politiker aus dem Vogtland verlässt Partei und Landtagsfraktion | MDR.DE. Abgerufen am 17. September 2024.
4. ↑  Referat Kommunikation und Öffentlichkeitsarbeit: Wahlergebnisse - Wahlen - sachsen.de. Abgerufen am 17. September 2024.